# Avar Kriss
Avar Kriss es una maestra jedi ficticia que aparece en diversos medios de la franquicia Star Wars.
Avar es descrita como el epítome de los ideales de los jedi, un faro de luz y esperanza. Es conocida por su compasión, liderazgo y conexión con la Fuerza. Ella experimentaba la fuerza como música y tenía la capacidad de fusionar el poder de otros jedi.

## Historia de publicación
El 14 de noviembre de 2023 se publicó la novela The Eye of Darkness, protagonizada también por Avar Kriss. En 2024 coprotagonizó la novela Temptation of the Force, de la autora Tessa Gratton, que sirve de continuación para The Eye of Darkness.

## Biografía ficticia

### Primeros años y adiestramiento
Avar Kriss, nacida alrededor de 262 ABY en la época de la Alta República, fue llevada al Templo Jedi en Coruscant cuando era niña. Como Padawan de Cherff Maota, formó fuertes lazos con Stellan Gios y Elzar Mann, siendo Mann su amigo más cercano y con quien tuvo una relación íntima que luego dejó atrás. Emerick Caphtor especuló que Gios también participó en esa relación íntima.
Inseparable de Gios y Mann durante su entrenamiento, se convirtió en Maestra Jedi y trabajó con ellos en ocasiones.</ref> Trabajó en la frontera de la galaxia, logrando hazañas que impresionaron a jóvenes Jedi como Keeve Trennis.

### Cónclave en el faro Starlight
En el año 232 ABY, Kriss estuvo presente en la estación espacial Faro Starlight para un cónclave de Jedi y la República, con el fin de conmemorar la finalización de la estación. Shai Tennem, el supervisor del proyecto y administrador de la estación, insistió en mostrar cada elemento de la construcción a los visitantes, lo que retrasó su salida programada. Durante el recorrido, conocieron a los contratistas Joss y Pikka Adren. Posteriormente, el grupo partió a bordo del crucero de la República Third Horizon, comandado por el almirante Pevel Kronara.
Mientras tanto, el Gran Desastre del Hiperespacio, que involucró la destrucción del carguero Legacy Run en el hiperespacio, puso al sistema Hetzal bajo amenaza de escombros del hiperespacio, y la República recibió una señal de auxilio del ministro Zeffren Ecka. Debido al retraso causado por Tennem, el Third Horizon, en tránsito de regreso a Coruscant con Kriss y los dignatarios Jedi a bordo, estaba lo suficientemente cerca para proporcionar asistencia. El Third Horizon se desvió al sistema Hetzal y Kronara cedió el control de la operación de rescate a los Jedi, poniendo a Kriss a cargo.